# Toronaeus suavis
Toronaeus suavis är en skalbaggsart som beskrevs av Bates 1864. Toronaeus suavis ingår i släktet Toronaeus och familjen långhorningar. Inga underarter finns listade i Catalogue of Life.